# BOS 400

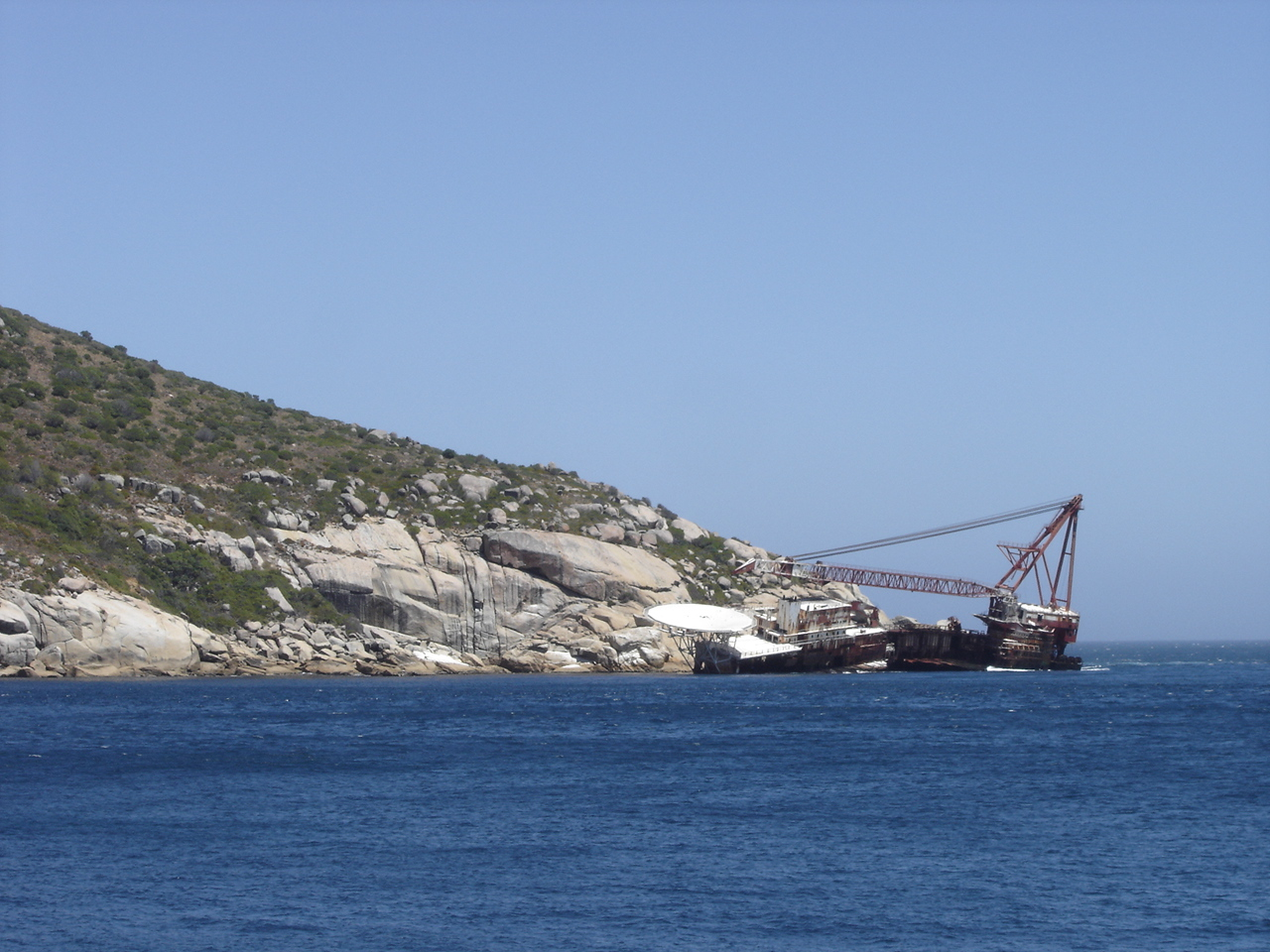
Le BOS 400

Le BOS 400 est un chaland français construit aux Chantiers de l'Atlantique en 1984 qui s'est échoué en Afrique du Sud le 26 juin 1994 lorsque, à la suite d'une tempête, l'amarre qui le reliait au remorqueur russe Tigr s'est rompue.